# چارلی بورمن
چارلی بورمن (به انگلیسی: Charley Boorman) (زاده ۲۳ اوت ۱۹۶۶)مجری تلویزیونی و بازیگر انگلیسی است.
از فیلم‌های معروف او می‌توان به بازی در فیلم در کشور من و بوسه مار اشاره کرد.